# Sphaenothecus picticornis
Sphaenothecus picticornis là một loài bọ cánh cứng trong họ Cerambycidae.